# Nagyzsám
Nagyzsám (románul Jamu Mare, 1924-ig Șama, németül Großscham) falu Romániában, a Bánságban, Temes megyében.

## Nevének eredete
Neve egyes tudósok szerint a magyar som, mások szerint egy szláv suma (=erdő) szóból, Kiss Lajos szerint a Sám (Sámuel) személynévből származik. Előtagja a ma Szerbiában található Kiszsámtól való megkülönböztetésére szolgált. Történeti névalakjai: Suma (1370), Šam (1554), Zam (1716), Scham (1717), Grosz-Jam (1740), Gross-Scham (1780), N. Zsám (1840).

## Fekvése
Temesvártól 75 km-re dél–délkeletre, a szerb határon fekszik.

## Története
1370-ben egy Bratak nevű királyi jobbágyát említették. 1597-ben szerb lakosságú falu volt éppúgy, mint 1717-ben, amikor 65 házból állt. A szerbek nem sokkal később Nagyszeredre költöztek, és helyükre románok érkeztek.
1727 és 1779 között járási székhely volt. 1791-ben lakói megélhetését főként a juh- és szarvasmarhatartás biztosította. 180 holdnyi káposztás kert, 93 holdnyi szőlő, 93 holdnyi gyümölcsös és 81 holdnyi erdő tartozott hozzá. 1793-ban egy árvíz miatt sokan Kiszsámra költöztek.
1786-ban a mai falutól négy km-re keletre Freudenthal néven telepítettek falut Trier és Mainz vidéki, luxemburgi, elzászi, lotaringiai, badeni és nassaui származású németekkel. 1808-ban a nagyzsámi románokat hat család kivételével a katonai határőrvidékre telepítették, akik ott megalapították a ma Szerbiában fekvő Petre falut. Az addig a patak két partján rendezetlenül álló házakból álló falu alaprajzát rendezték és a 243 házba sok más faluból érkező német telepes mellett beköltöztették a freudenthali németeket. Hozzácsatolták Freudenthal addigi határát is. Az ittmaradt hat román család az északi faluvégen lakott.
1816-ban a Semica-patak elpusztította a jobb parti házakat, többségük nem is épült újjá. 1826-tól 1888-ig a Karátsonyi család birtoka volt, amely kastélyt is épített benne. 1848-ban 160 egész-, 40 féltelkes, 79 házas német zsellér és 16 román családfő lakta. 1851-ben 3196 juhot, 2176 lovat, 975 tehenet és 789 sertést tartottak. 1854-ben lakói között volt 67 iparos (köztük tizenegy cipész, hat molnár, hat patkolókovács és öt asztalos), hét hivatalnok és pap és öt kereskedő. 1856-ban 12447 holdas határának 57%-a volt szántó, 14%-a legelő, 12%-a rét, 9%-a erdő és 1%-a szőlő. Az 1884-ben beköszöntő filoxérajárvány előtt jelentős volt szőlőtermesztése.
1869-ben két országos vásár tartására kapott engedélyt. 1881-ben gyógyszertárat nyitottak benne. 1884-ben alakult az első takarékpénztár, majd húsz éven belül további három. 1891-ben felekezeti, római katolikus iskolájában már hat tanító dolgozott. 1907-ben tetőzött az amerikai kivándorlás, abban az évben 94 fő dolgozott a tengeren túl. 1909-ben 99 iparosmestere, 17 segédje és 51 inasa volt.
Két külterületi lakott hely is tartozott hozzá, az 1900-tól Bébymajornak nevezett korábbi Freudenthal 150 és Mihálymajor 50 állandó lakossal, de lakóik száma jelentősen felduzzadt a nyári munkák idején. A két major magyar cselédsége 1924 után költözött be a faluba.
1826–1849-ben és 1861–1919-ben Temes vármegyéhez, 1919–1923-ban a Szerb-Horvát-Szlovén Királysághoz tartozott. Akkor Romániához (Temes-Torontál megye) csatolták. 1927–1930-ban, a földreform végrehajtása után keleti végére harminc román telepes érkezett Egresről, harminc pedig a szerbiai Bánát román falvaiból.
1944. szeptember 11-én, a román kiugrás után bevonult a német hadsereg és szeptember 15-én 930 nagyzsámi sváb Ausztriába, onnan Németországba menekült. Közülük 1945. július 4-én 603-an tértek vissza, 232-ben Németországban, 49-en pedig Ausztriában maradtak. Később 66 főt a Szovjetunióba, sokakat a Bărăgan-alföldre deportáltak.
A külföldön élő nagyzsámiak első falutalálkozóját 1962-ben rendezték, azt ezt követő három évtizedben a nagyzsámi németek elhagyták falujukat. 1979-ben, a Semica-patak áradásakor negyven ház dőlt össze.

## Népessége
- 1857-ben 2435 lakosából 2303 volt német és 100 román nemzetiségű; 2310 római katolikus és 109 ortodox vallású.
- 1900-ban 3061 lakosából 2588 volt német, 260 magyar, 140 román és 59 cigány anyanyelvű; 2853 római katolikus, 164 ortodox és 35 református vallású.
- 2002-ben 1434 lakosából 1206 volt román, 119 magyar, 66 cigány és 29 német nemzetiségű; 1102 ortodox, 246 római katolikus és 66 baptista vallású.

## Látnivalók
- Római katolikus temploma 1835-ben épült. Belsejében található Karátsonyi Lázár síremléke.

## Testvértelepülése
- Kiszsám, Szerbia